# 다카 왕
타카 왕(일본어: 多嘉王 たかおう[*])은 일본의 황족이다. 쿠니노미야 아사히코 친왕의 5남이다. 이세신궁 제주가 되었다 (2022년 기준 남성 제주로는 마지막 제주이다).

## 생애
1940년 (메이지 40년), 황실전범이 증보되면서, 왕이 신적강하하여 화족이 되는 길이 열렸다. 종래에는 남자 황족의 신적강하는 인정되지 않고, 남자가 끊기지 않는 한, 황족이 계속 증가하게 되어 있었다 (영세 황족제). 그러나, 황족이 입양하는 것은 금지되어 있었기 때문에, 남자가 없는 궁가는 단절되게 되어 있었다. 황실전범 증보로 당시의 궁가 당주 및 후사가 아닌 왕은 모두 한결같이 신적강하하여 화족이 되어 작위를 받았으나, 타카 왕만 신적강하하지 않았다. 여기에는 "니시쿠니노미야" 창설을 위해 남아있었다는 설이 있다.
타카 왕 가문은 교토시 카미쿄구의 쿠니노미야 별저 (현 호텔 KKR 교토 쿠니소)에 거주했으며, 쿠니노미야 본가로부터는 독립된 생활을 보냈고, 그 아이들은 도쿄의 가쿠슈인이 아닌 교토시 내의 학교에서 배웠다.
- 1875년 (메이지 8년) 8월 17일 출생
- 1895년 (메이지 28년) 7월 귀족원 의원 (황족 의원)
- 1907년 (메이지 40년) 3월 6일 훈1등 욱일동화대수장 수훈
- 1909년 (메이지 42년) 9월 23일 신궁 제주
- 1917년 (다이쇼 6년) 10월 31일 대훈위 국화대수장 수운
- 1937년 (쇼와 12년) 10월 1일 사망

## 수훈
- 1917년 (다이쇼 6년) 10월 31일 -  대훈위 국화대수장
- 1930년 (쇼와 5년) 12월 5일 -  제도부흥기념장

## 가족 관계
왕은 1907년 (메이지 40년)에 자작 미나세 타다스케의 딸 시즈코와 결혼하여 3남 3녀를 두지만, 장녀 하츠코 여왕, 차녀 코코 여왕, 장남 요시히코 왕은 요절했다. 앞서 말한 바와 같이 타카 왕은 궁가를 창설하지 않았기 때문에, 장성한 두 아들 모두 신적강하하여 백작에 서임되었다.
- 아버지 : 쿠니노미야 아사히코 친왕
- 어머니 : 이즈미테이 시즈에코
- 아내 : 미나세 시즈코
  - 장녀 : 하츠코 여왕 (発子女王, 1911년 - 1915년 6월 26일)
  - 장남 : 요시히코 왕 (賀彦王, 1912년 - 1918년 6월 18일)
  - 차녀 : 코코 여왕 (珖子女王, 1913년 12월 5일 - 1918년 6월 27일)
  - 3녀 : 쿠니코 여왕 (恭仁子女王, 1917년 - 2002년 7월 6일) - 이세신궁 다이구지 니죠 타네모토에게 강가
  - 차남 : 이에히코 왕 (家彦王, 1920년 - ) - 1942년 10월 5일, 우지(宇治) 성을 하사받고 백작에 서위.
  - 3남 : 노리히코 왕 (徳彦王, 1922년 - 2007년 2월 7일) - 1943년 6월 7일에 타츠타(龍田) 성을 하사받고 백작에 서위. 전후 나시모토 성이 됨